# Álcool alílico
Álcool alílico é um dos vários isômeros do propenol. É um produto irritante para as mucosas quando inalado e tóxico quando ingerido.